# Гапанович, Леонид Селивёрстович
Леонид Селивёрстович Гапанович (1904 год, Харьков — 28 января 1938 год) — советский государственный деятель, председатель Магнитогорского горсовета (1937).

## Биография
Родился в 1904 году в Харькове в крестьянской семье. По национальности белорус. Получил 3 класса начального образования. Как минимум с 1935 года работал в Магнитогорске. Там он работал в разное время профоргом в цехе, председателем постройкома, в профсоюзе строителей. В августе 1936 года был назначен заместителем председателя горсовета, затем исполняющим обязанности председателя, а в мае 1937 года был назначен его председателем. Работа его была оценена как неудовлетворительная, и в сентябре 1937 года он был выведен из состава президиума горсовета и был репрессирован: арестован 20 марта 1937 года, осуждён 29 ноября 1937, расстрелян 28 января 1938 года.